# Sidi Khouiled
Sidi Khouiled est une commune de la wilaya de Ouargla en Algérie.